# Gla1ve
Лукас Эгхольм Россандер (дат. Lukas Eghølm Røssander, род. 7 июня 1995, Копенгаген, Дания), более известный как «gla1ve» — датский профессиональный игрок в Counter-Strike:Global Offensive и бывший капитан Astralis. Лукас считается одним из лучших капитанов мира в CS:GO, вместе с Astralis стал первым игроком, выигравшим четыре мейджора по CS:GO, три из которых подряд.

## Карьера

### 2012—2013
Дебют gla1ve в профессиональном CS:GO произошёл в составе Copenhagen Wolves, откуда вскоре перешёл в TT Dragons, а затем в Anexis Esports, где он играл вместе с Маттиасом «MSL» Лауридсеном, Николасом «Nille» Буском, Якобом «Pimp» Виннечем и Николаем «Nico» Дженсеном. Вскоре Лукас переходит в unu.AiN, а после в Western Wolves, где добился небольшого успеха, заняв 2-е место на Copenhagen Games 2013, проиграв доминирующей в то время команде Ninjas in Pyjamas, а также занял 3-е место на Mad Catz Invitational:Birmingham. Однако, несмотря на эти ранние успехи, Western Wolves вскоре развалились из-за gla1ve и образовательных обязательств снайпера Николая «Nico» Дженсена. После этого gla1ve сменил множество команд (n!faculty, unu.AiN, 3DMAX, ESC Gaming, LeftoverZ), где не добился значительных успехов.

### 2014—2015
В середине 2014 gla1ve вернулся в Copenhagen Wolves. На финале GDK LAN между организатором турнира и Лукасом возник спор после того, как он сказал, что бойкотирует турнир, если его девушка не будет допущена на сцену. По правилам организатора на сцену будут допущены только 5 игроков и 1 менеджер. Подруга Николая «Nico» Дженсена уже была зарегистрирована менеджером, и финал был отложен на 45 минут. После этого gla1ve получил запрет на участие во всех турнирах GDK и штраф в размере 1800 датских крон. После этого инцидента gla1ve был выгнан из Copenhagen Wolves. В конечном итоге это стало серьёзной неудачей в его карьере, и он провел 2015 год на полупрофессиональном уровне, не в лучших командах.

### 2016
В начале 2016 года gla1ve вновь вернулся в Copenhagen Wolves в обновленном датском составе, в который вошли Марко «Snappi» Пфейффер, Дэнни «smF» Даг, Вальдемар «valde» Вангсе и Даниэль «mertz» Мертз. Однако Лукас в это время страдал от проблем со здоровьем — у него были проблемы с легкими. Позже организация Heroic выкупила Snappi, valde и gla1ve, где они стали играть с Майклом «Friis» Йоргенсеном и Андреасом «MODDII» Фридом. В Heroic gla1ve добился умеренного успеха. Он занял 4-е место на Northern Arena 2016 в Торонто, а также дошёл до полуфинала Starladder i-League StarSeries Season 2. В команде gla1ve и Snappi разделяли между собой обязанности лидера в игре. Вскоре gla1ve перешёл в Astralis, заменив Финна «karrigan» Андерсена. Обновленный состав Astralis сразу же добился успеха, заняв 2-е место на ELEAGUE Season 2, а затем выиграв ECS Season 2.

### 2017
Gla1ve начал год с того, что привел свою команду к победе на первом для неё мейджоре — ELEAGUE Major 2017 в Атланте, выиграв 500 000 долларов (на команду). После этого Astralis выиграли IEM Katowice 2017 и заняли 2-е место в Starladder i-League Season 3. На втором мейджоре года, PGL Major Kraków 2017, Astralis выбыли в полуфинале аутсайдерами Gambit, которые выиграли турнир. Astralis удалось ещё два раза занять второе место в 2017 году на ELEAGUE CS:GO Premier 2017 и на BLAST Pro Series: Copenhagen 2017.

### 2018
В начале года проходил ELEAGUE Major: Boston 2018 откуда Astralis позорно выбыли ещё на стадии группового этапа. Это привело к тому, что Маркус «Kjærbye» Кьербай покинул Astralis и перешёл в датскую команду North с более низким рейтингом, что многие из его бывших товарищей по команде сочли большим сюрпризом. Руководство Astralis заменило его Эмилем «Magisk» Рейфом. После выхода в полуфинал на IEM Katowice 2018, Astralis выиграли несколько LAN-турниров, а осенью команда одержала победу на FACEIT Major: London 2018. Astralis выиграли первый турнир Intel Grand Slam, в рамках которого был разыгран 1 миллион долларов тому, кто выиграл 4 из 10 турниров, организованных ESL, Dreamhack или IEM. Лукас и тренер Astralis Дэнни «zonic» Сёренсен создали новую тактическую систему, которая привела Astralis к успеху. На LAN-турнирах команда выигрывала на карте Nuke 31 раз подряд. В 2018 году gla1ve показывал хорошую игру, что привело к тому, что он занял 8-е место в списке 20 лучших игроков года по версии HLTV.

### 2019
Gla1ve привел Astralis к третьей победе на мейджоре IEM Katowice 2019, обыграв в финале финскую команду ENCE, а уже в середине 2019 года команда выиграла 4-й мейджор StarLadder Major 2019. Таким образом, Astralis стала командой, одержавшей наибольшее количество побед на мейджорах, обогнав fnatic.

### 2023
22 июня был переведен из основного состава Astralis в запасные.
27 ноября перешёл в ENCE, заменив в составе Марко «Snappi» Пфайффера.

## Достижения

### Турниры
| Место                                     | Турнир                                      | Место проведения                          | Дата                                      |
| В составе Anexis Esports и Western Wolves | В составе Anexis Esports и Western Wolves   | В составе Anexis Esports и Western Wolves | В составе Anexis Esports и Western Wolves |
| ----------------------------------------- | ------------------------------------------- | ----------------------------------------- | ----------------------------------------- |
| 2                                         | Mad Catz Vienna 2013                        | Вена, Австрия                             | 2013-02-23 — 2013-02-24                   |
| 2                                         | Copenhagen Games 2013                       | Копенгаген, Дания                         | 2013-03-27 — 2013-03-31                   |
| В составе Astralis                        |                                             |                                           |                                           |
| 2                                         | ELEAGUE Season 2                            | Атланта, США                              | 2016-10-21 — 2016-12-03                   |
| 1                                         | ECS Season 2 Finals                         | Анахайм, США                              | 2016-12-09 — 2016-12-11                   |
| 1                                         | ELEAGUE Major 2017                          | Атланта, США                              | 2017-01-22 — 2017-01-29                   |
| 1                                         | IEM Katowice 2017                           | Катовице, Польша                          | 2017-03-01 — 2017-03-05                   |
| 2                                         | StarLadder and i-League StarSeries Season 3 | Киев, Украина                             | 2017-04-04 — 2017-04-09                   |
| 3                                         | PGL Major Kraków 2017                       | Краков, Польша                            | 2017-07-16 — 2017-07-23                   |
| 2                                         | ELEAGUE Season Premier 2017                 | Атланта, США                              | 2017-09-08 — 2017-10-13                   |
| 1                                         | Dreamhack Masters Marseille 2018            | Марсель, Франция                          | 2018-04-18 — 2018-04-22                   |
| 2                                         | IEM Sydney 2018                             | Сидней, Австрия                           | 2018-05-01 — 2018-05-06                   |
| 1                                         | ESL Pro League Season 7 Finals              | Даллас, США                               | 2018-05-15 — 2018-05-20                   |
| 1                                         | ECS Season 5 Finals                         | Лондон, Великобритания                    | 2018-06-08 — 2018-06-10                   |
| 1                                         | ELEAGUE CS:GO Premier 2018                  | Атланта, США                              | 2018-07-21 — 2018-07-29                   |
| 2                                         | Dreamhack Masters Stockholm 2018            | Стокгольм, Швеция                         | 2018-08-29 — 2018-09-02                   |
| 1                                         | FACEIT Major: London 2018                   | Лондон, Великобритания                    | 2018-09-05 — 2018-09-23                   |
| 1                                         | BLAST Pro Series Istanbul 2018              | Стамбул, Турция                           | 2018-09-28 — 2018-09-29                   |
| 1                                         | IEM Chicago 2018                            | Чикаго, США                               | 2018-11-06 — 2018-11-11                   |
| 1                                         | ECS Season 6 Finals                         | Арлингтон, Техас, США                     | 2018-11-22 — 2018-11-25                   |
| 1                                         | ESL Pro League Season 8: Finals             | Оденсе, Дания                             | 2018-12-04 — 2018-12-09                   |
| 1                                         | Intel Grand Slam Season 1                   |                                           | 2017-07-04 — 2018-12-09                   |
| 1                                         | BLAST Pro Series: Lisbon 2018               | Лиссабон, Португалия                      | 2018-12-14 — 2018-12-15                   |
| 1                                         | IEM Katowice Major 2019                     | Катовице, Польша                          | 2019-02-13 — 2019-03-03                   |
| 1                                         | BLAST Pro Series: São Paulo 2019            | Сан-Паулу, Бразилия                       | 2019-03-22 — 2019-03-23                   |
| 1                                         | StarLadder Major Berlin                     | Берлин, Германия                          | 2019-08-28 — 2019-09-08                   |
| 1                                         | IEM Beijing 2019                            | Пекин, Китай                              | 2019-10-7 — 2019-10-10                    |
| 1                                         | BLAST Pro Series Global Final 2019          | Риффа, Бахрейн                            | 2019-12-12 — 2019-12-14                   |

### Личные награды
- EVP Dreamhack Masters Marseille
- EVP ESL Pro League Season 7
- EVP ECS Season 5 Finals
- EVP ELEAGUE CS:GO Premier 2018
- EVP FACEIT Major
- EVP BLAST Pro Series Istanbul
- EVP IEM Chicago 2018
- EVP ECS Season 6 Finals
- EVP ESL Pro League Season 8 Finals
- MVP IEM Beijing 2019